# 基娅拉·卡塞利
基娅拉·卡塞利（義大利語：Chiara Caselli，1967年12月22日—）是一名意大利女演员。1994年，卡塞利赢得了銀緞帶獎最佳女演員奖以及義大利電影金像獎最佳女演員奖。卡塞利亦曾出演过美国电影，如与瑞凡·費尼克斯和基努·里维斯同演的《我私人的爱达荷》等。
2002年，她还與約翰·馬克維奇同演《雷普利遊戲》。

## 片目
- 《愛情生活的痕跡（英语：Traces of an Amorous Life）》（1990）
- 《秘密（英语：The Secret (1990 film)）》（1990）
- 《我私人的爱达荷》（1991）
- 《尤其是在礼拜日（英语：Especially on Sunday）》（1991）
- 《尼祿（英语：Nero (1992 film)）》（1992）
- 《意大利星期六（英语：Sabato italiano）》（1992）
- 《小启示录（英语：The Little Apocalypse (1993 film)）》（1993）
- 《蝴蝶（英语：Fiorile）》（1993）
- 《你在哪裡？我在這裡》（1993）
- 《奥基奥皮诺基奥（英语：OcchioPinocchio）》（1994）
- 《云上的日子》（1995）
- 《浪漫与抽筋（英语：Love Story with Cramps）》（1995）
- 《是的（英语：Oui (film)）》（1996）
- 《丛林狼归来（西班牙语：La vuelta de El Coyote）》（1998）
- 《魔鬼城（英语：The Vivero Letter）》（1999）
- 《烈女暴潮（英语：Olympic Garage）》（1999）
- 《等待弥赛亚（英语：Waiting for the Messiah）》（2000）
- 《驚悚無眠》（2001）
- 《雷普利遊戲》（2002）
- 《教皇约翰二十三世（英语：The Good Pope: Pope John XXIII）》（2003）
- 《科莱特，一个自由的女子（英语：Colette, une femme libre）》（2004）
- 《观鸟者（英语：BirdWatchers）》（2008）
- 《无姓之人》（2008）
- 《往事在他方（英语：The Past Is a Foreign Land）》（2008）
- 《我孩子们的父亲（英语：Father of My Children）》（2009）
- 《风（英语：Like the Wind (film)）》（2013）